# Conquista otomana de Bosnia y Herzegovina
La conquista otomana de Bosnia y Herzegovina fue un proceso que comenzó aproximadamente en 1386, cuando se produjeron los primeros ataques del Imperio otomano al Reino de Bosnia (1377-1463). Fueron derrotados por las fuerzas bosnias en la batalla de Bilecha, siendo luego obligados a retirarse. El ejército bosnio participó en la batalla de Kosovo (1389), pero fue vencido por las tropas otomanas. Después de la caída de Serbia, los turcos lanzaron varias ofensivas contra el reino de Bosnia.
La primera presencia permanente de los ejércitos otomanos en Bosnia se estableció en 1414, después de que la región cerca de Donji Vakuf fuera capturada. En el período comprendido entre 1414 y 1418, el Imperio otomano conquistó las ciudades de Foča, Pljevlja, Čajniče y Nevesinje. Durante el mismo año fueron capturadas también Višegrad y Sokol. En 1415, el noble Sandalj Hranić, que controlaba la actual Herzegovina oriental, se convirtió en vasallo otomano. Al final de ese período, en la década de 1460, el territorio del Reino de Bosnia se había reducido significativamente, controlando  el Imperio otomano la totalidad de la actual Bosnia oriental, hasta el norte de Šamac, y el noble bosnio Esteban Vukčić Kosača gobernando toda la actual Herzegovina hasta el norte de Glamoč.
En 1451, más de 65 años después de sus ataques iniciales, los otomanos establecieron oficialmente la Bosansko Krajište (lit., Frontera de Bosnia), una entidad administrativa-militar fronteriza provisional en partes de Bosnia y Herzegovina. Los bosnios resistieron firmemente en el castillo real de Jajce, donde el último rey de Bosnia, Esteban Tomašević, trató de repeler a los turcos. Finalmente, los invasores otomanos conquistaron Jajce al cabo de unos meses, en 1463, y ejecutaron a Tomašević. El territorio quedó bajo su firme control, administrado como Sanjacado de Bosnia (1463-1580), dependiente hasta 1520 del Eyalato de Rumelia; el Ducado de Herzegovina cayó gradualmente en sus manos en 1482. La resistencia continuó por todo el país, principalmente en el norte y el oeste, de modo que los otomanos no fueron capaces hasta 1520 de implantar su primera administración, el Eyalato de Bosnia (1520-1864), desgajado del de Rumelia. Las partes occidentales de la actual Bosnia tardaron un siglo más en sucumbir a los ataques otomanos, terminando con la captura de Bihać en 1592.  Desde la administración otomana la mayor parte de la población se convirtió al Islam por las ventajas que ofrecía dicha conversión y se promovió la inmigración de serbios como mano de obra de la creciente nobleza islamizada.

## Orígenes y etimología
El territorio que hoy se conoce como Bosnia y Herzegovina no fue conquistado totalmente por el Imperio otomano de una sola vez, en una única batalla; más bien, el Imperio otomano tardó varias décadas en someterlo. 
Las unidades militares del Imperio otomano hicieron muchas incursiones en los principados feudales de los Balcanes occidentales a finales del siglo XIV, algunas de ellas en el territorio de la actual Bosnia y Herzegovina, mucho antes de la conquista del Reino de Bosnia. Las primeras incursiones otomanas dirigidas por Timurtash-Pasha se produjeron en las zonas orientales de Bosnia en 1384. La batalla de Bileća en 1388 fue la primera batalla del ejército otomano en el territorio de la actual Bosnia y Herzegovina. Pronto obtuvo importantes victorias contra los señores feudales regionales en la Batalla de Maritza (1371) y la Batalla de Kosovo (1389).
En 1392, los otomanos establecieron el Skopsko Krajište tras la toma de Skopje, la capital del Imperio serbio entre 1346-1371; el término krajište (крајиште) había servido originalmente como unidad administrativa del Imperio Serbio o Despotado para designar las regiones fronterizas en las que el emperador o déspota no había establecido un control sólido y firme debido a las incursiones de las provincias vecinas hostiles. Los territorios militarizados que más tarde recibirían el nombre de Bosansko Krajište (lit. Frontera de Bosnia) fueron así gobernados por la misma administración otomana, con sede en Skopje.

## Guerra con el Reino de Bosnia
Tras la muerte de rey Tvrtko I en 1391, el Reino de Bosnia entró en decadencia. En la década de 1410, los nobles locales Hrvoje Vukčić Hrvatinić (de la Casa de Hrvatinić), Sandalj Hranić (de la Casa de Kosača) y Pavle Radenović (de la Casa de Pavlović) controlaban grandes franjas del territorio que antes gobernaba Tvrtko, y controlaban efectivamente el Reino alineándose con ramas rivales de la Casa de Kotromanić. En 1413, se intensificó un conflicto entre Hrvoje y Sandalj mientras este último ayudaba a Stefan Lazarević a luchar contra los otomanos en Serbia; posteriormente, Hrvoje se alió con los otomanos, que invadieron Bosnia en mayo de 1414, lo que provocó una posterior invasión de las tropas del Reino de Hungría. En una importante batalla en agosto de 1415, que tuvo lugar cerca de Doboj o en el valle de Lašva, los otomanos obtuvieron una gran victoria, alterando el equilibrio de poder en la región.
La primera presencia permanente de los ejércitos otomanos en Bosnia se estableció en 1414, después de que la región cerca de Donji Vakuf (conocida como Skoplje bosnia en la época medieval) fuera capturada. En el período comprendido entre 1414 y 1418, el Imperio otomano conquistó las ciudades de Foča, Pljevlja, Čajniče y Nevesinje. Durante el mismo año fueron capturadas también Višegrad y Sokol.
En 1415, Sandalj Hranić, que controlaba la actual Herzegovina oriental, se convirtió en vasallo otomano.
Isa-Beg Isaković organizó en 1455 uno de los primeros censos otomanos en el territorio del oeste de los Balcanes.
Al final de ese período, en la década de 1460, el territorio del Reino de Bosnia se había reducido significativamente, controlando  el Imperio otomano la totalidad de la actual Bosnia oriental, hasta el norte de Šamac, y el poderoso noble bosnio Esteban Vukčić Kosača ejerciendo el control de toda la actual Herzegovina hasta el norte de Glamoč.

## Sanjacados
La conquista otomana del Reino de Bosnia terminó en 1463 con la muerte del rey Esteban Tomašević.
Poco después se produjo el Sitio de Jajce, en el que el Reino de Hungría retomó la fortaleza de Jajce. Esa victoria fue aclamada en la corte del rey húngaro Matías Corvino como una restauración del Reino de Bosnia bajo la soberanía húngara de la época. Los húngaros formaron después el Banato de Jajce.
Ese mismo año, el Krajište bosnio se transformó en el Sanjacado de Bosnia e Isa-Beg Isaković fue su primer sanjakbey.
Tras tomar el Reino de Bosnia en 1463, Mahmud Pasha también invadió Herzegovina y sitió Blagaj, tras lo cual Herceg Stjepan concedió una tregua que exigía ceder todas sus tierras al norte de Blagaj al Imperio.
El territorio otomano en Bosnia continuó expandiéndose organizándose en sanjacados de nueva creación: el Sanjacado de Herzegovina se formó en el 1470, subordinado al beglerbey de Rumelia como el sanjacado bosnio. En 1480 se formó el Sanjacado de Zvornik, pero subordinado al beglerbey de Budim.
Aunque el reino bosnio cayó, hubo varias fortalezas que resistieron mucho más tiempo; la última fortaleza de Herzegovina cayó en 1481. La Casa de Kosača mantuvo el Ducado de San Sava como estado vasallo otomano hasta 1482.
En 1481, tras la muerte del sultán Mehmed II, Matías Corvino invadió de nuevo Bosnia, llegando hasta Vrhbosna (Sarajevo), pero todas esas ganancias se perdieron a lo largo del siguiente año.
En la década de 1530, el Reino de Hungría había mantenido el control de las fortalezas de la orilla sur del Sava, y de Jajce. La fortaleza de Jajce fue finalmente tomada por los otomanos en 1527.
La Casa de Berislavić controlaba la región de Usora en el norte hasta que sucumbió a su vez en la década de 1530.
Partes del suroeste de Bosnia fueron separadas en el Sanjacado de Klis formado en 1537, subordinado al Eyalato de Rumelia.

## Consecuencias
El Eyalato de Bosnia se estableció en 1580.
Hubo que esperar hasta 1592 y la caída de Bihać para alcanzar las fronteras más occidentales del estado bosnio medieval, y para que se estableciera la frontera occidental moderna de Bosnia. Después de eso, el territorio de la actual Bosnia y Herzegovina permaneció bajo el dominio otomano en gran medida sin ser perturbado hasta 1689 y la Gran Guerra Turca.
La presencia turca en la región inició un proceso de islamización de las poblaciones locales. Este proceso se vio favorecido por la situación de inestabilidad que siguió al proceso de decadencia del Imperio bizantino, que hizo que una gran parte de la población autóctona viera en el islam una esperanza para garantizar la paz y seguridad en la región. Destacó además la conversión de la nobleza local, que pasó a ocupar puestos en la nueva administración otomana, tanto en Bosnia como en otras regiones del imperio. La nueva religión se fue mezclando con las tradiciones previas de sus habitantes, haciendo del islam bosnio un islam diferente del practicado en otras partes del mundo, con una doctrina más tolerante y asimilando las aportaciones de las creencias preexistentes.